# Famille de Buttet
Pour les articles homonymes, voir Buttet.
La famille de Buttet (parfois sous les formes Butet, Buctet  ou Buttet, en latin Bucteti) est une famille savoyarde de la noblesse d'ancienne extraction sur preuves de 1460.
Depuis 1860, date de l'annexion de la Savoie à la France, sous le Second Empire, elle fait partie des familles subsistantes de la noblesse française. Elle est originaire d'Ugine en Savoie.
Elle compte parmi ses membres des secrétaires et des officiers de la maison de Savoie, des magistrats à la Chambre des comptes de Savoie et de Genevois, des officiers de l'armée française, des hommes de lettres dont le plus connu est Marc-Claude de Buttet (1530-1586).
Charles-Janus de Buttet (1590-1630) fut négociateur et signataire du traité d'armistice entre le duc de Savoie et le roi de France Louis XIII en 1630.

## Histoire

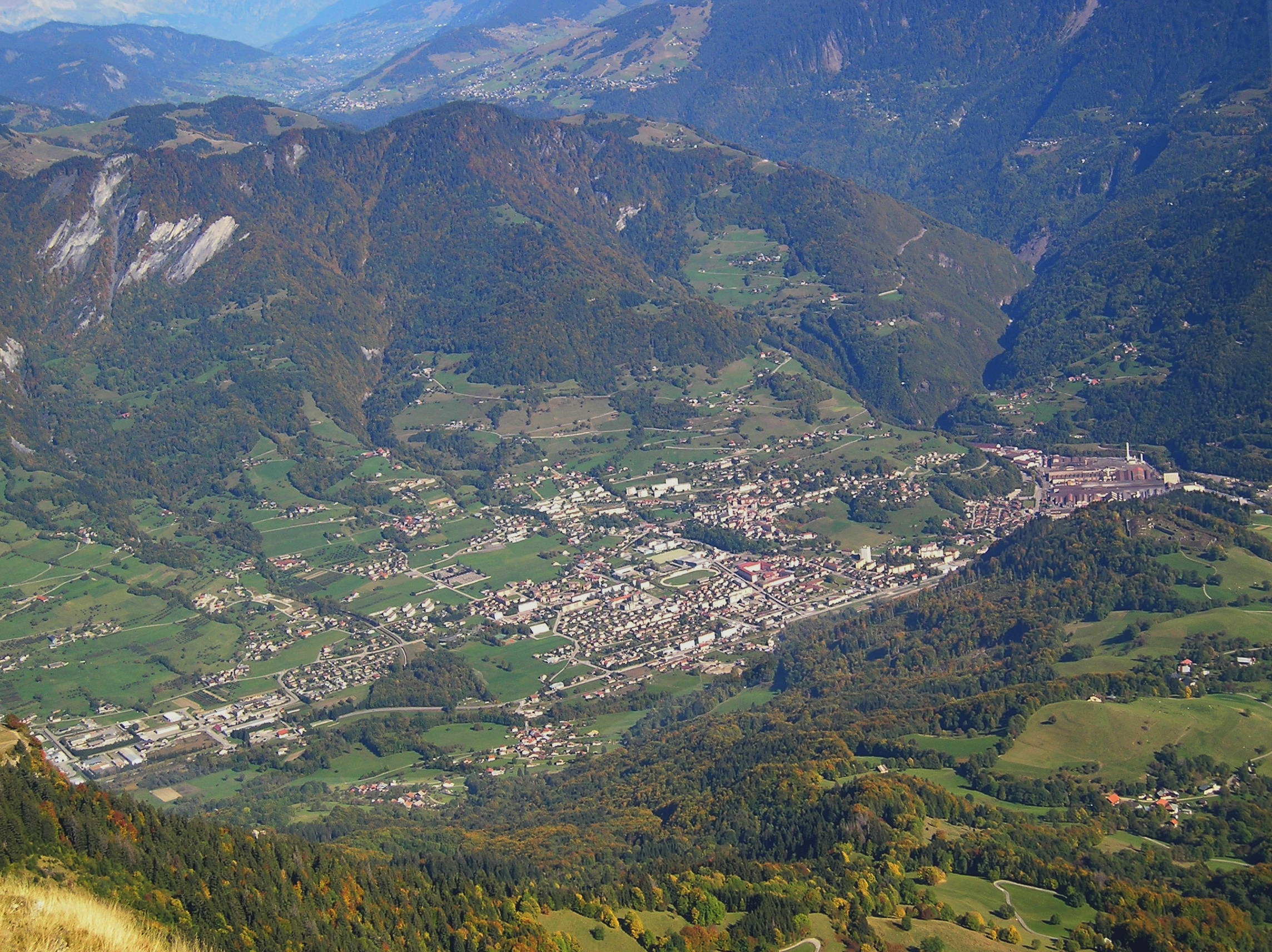
Ugine vue du sommet de la dent de Cons.

Le comte Amédée de Foras, qui a donné dans son Armorial de Savoie une généalogie complète de la famille de Buttet, commence son travail dans les termes suivants : « Cette famille, venue d'Ugine s'établir à Chambéry, sans vouloir prétendre à une origine chevaleresque, est certainement très considérable par son ancienneté, et bien plus encore par les hommes distingués qu'elle a produits, et les services qu'elle a rendus au pays et à ses princes. »
Dès le XIVe siècle, Jean de Buttet, (Buctet), originaire d'Ugine, rejoint le château du Bourget pour exercer la fonction de secrétaire des comtes de Savoie. Les autres membres de la famille rejoindront Chambéry, capitale du duché de Savoie, pour y exercer les fonctions réservées aux officiers attachés à la maison de Savoie ou encore Annecy, centre de l'apanage de Genevois.
Gustave Chaix d'Est-Ange écrit que noble Jean de Buttet, venu d'Ugine, fut secrétaire d'Amédée VII, comte de Savoie, (vers 1390), et qu'il s'agrégea vraisemblablement à la noblesse à la faveur de ses fonctions.
Mermet de Buttet († 1488), fils de Jean, peut être considéré comme le fondateur de la famille de Buttet. Il est nommé secrétaire du duc Louis Ier de Savoie, fils d'Amédée VIII, par lettres patentes du 15 octobre 1460. Il obtient, par son mariage avec Antoinette Jayet, dernière héritière de la famille Jayet d'Entremonts, des biens situés au Bourget-du-Lac,,. Parmi ces biens, figure la maison forte d'Entremont, où la famille de Buttet a vécu jusqu'au début du XXIe siècle, et dont la commune du Bourget-du-Lac s'est rendu propriétaire en 2012.
Claude Ier († v. 1531), frère du précédent, est secrétaire et notaire ducal en 1484, 1494 et 1501. En 1511 et de 1513 à l'année suivante, il obtient la charge de secrétaire du comte de Genevois, puis en 1514, celle de conseiller et premier maître-auditeur des comptes du comté de Genevois, jusqu'à sa mort.
Claude II († v. 1542), noble et spectable, fils de Mermet, est bourgeois de Chambéry. Il obtient, en 1516, 1520, 1529 et 1531, les offices de secrétaire ducal et comtal. Il est fermier des greffes du Conseil et de la judicature mage du Genevois en 1518, 1520 et
1527. Enfin, il est maître-auditeur à la chambre des comtes de Genevois de 1533 à sa mort. Son frère, Jean († entre 1529-1531), tout d'abord secrétaire ducal, entre au service de Philippe de Savoie-Nemours, évêque de Genève, en devenant son trésorier de 1501 à 1512. Il obtient la charge de maître-auditeur des comptes du comté de Genevois, de 1512 à 1524.
La branche aînée qui avait acheté en 1727 le titre de baron du Bourget au dernier membre de la famille Laurent, est éteinte en ligne agnatique depuis 1914.
Les membres de la famille de Buttet ont servi fidèlement la maison de Savoie pendant 400 ans de 1460 à 1860 (administration, armée, justice). En 1860, lors de l'annexion de la Savoie à la France, le colonel Louis-Eloi-Audifax de Buttet (1795-1877), chevalier de l'ordre des Saints-Maurice-et-Lazare, relais de Mermet de Buttet en tant qu'ancêtre des branches contemporaines de sa famille, premier officier au ministère des Affaires Étrangères de Turin auprès du roi Charles-Albert, a choisi l'option de la nationalité française pour lui et pour tous ses descendants.
La famille de Buttet a été admise au sein de l'ANF en 1985.

## Filiation

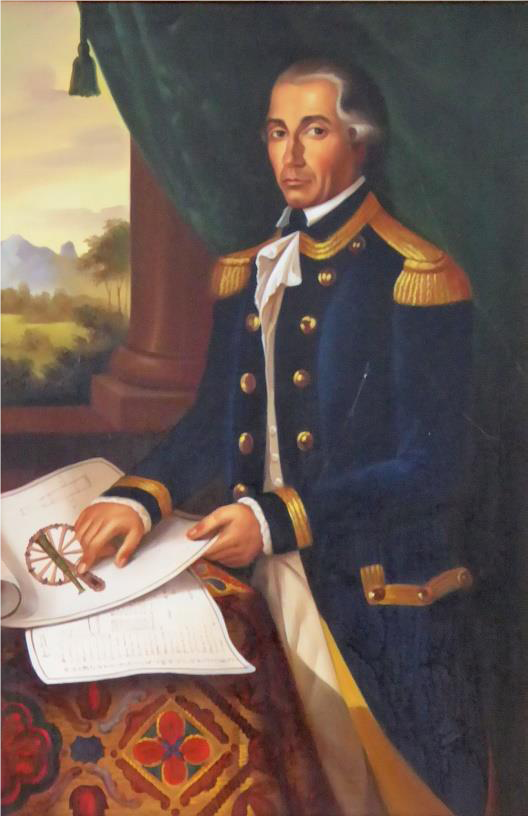
Portait de Charles-François de Buttet (1738-1797).

- Jean (I) de Buttet (Buctet), secrétaire du comte Amédée VII de Savoie en 1390[17]. Il épouse Françoise Perret.
  - Claude (I) de Buttet (natif d'Ugine). Il épouse Jacquemine Chappuis, originaire d'Ugine, cousine du chanoine Eustache Chappuis[11].
  - Mermet de Buttet[17] (v.1410-1488), secrétaire du duc Louis Ier (duc de Savoie) par lettres patentes de 1460[7],[17]. Il est inhumé à Chambéry, le 3 mai 1488, « en la cathédrale Saint-François, où son tombeau de pierre armorié, remarquable par son antiquité, portant l'inscription latine : 'Hic Jacet nobilis Mermetus Buctetis de Camberiaco Ducalis Sabaudie secretari, se voyait encore en 1781 », selon le généalogiste Amédée de Foras, auteur de l’Armorial[18]. Il épouse Antoinette Jayet d'Entremont.
    - Claude (II) de Buttet (natif d'Ugine et mort en 1542), officier ducal. Il épouse Jeanne Françoise de La Mare[11].
      - Marc-Claude de Buttet (1530-1586), poète et gentilhomme savoisien, natif de Chambéry[19], auteur de l'Amalthée[20]. Entouré de ses neveux, héritiers de sa fortune, il est mort à Genève, sans alliance, ni postérité.

    - Jean (II) de Buttet (natif d'Ugine, mort vers 1529)[17], officier ducal. Il épouse en premières noces Pernette de Chevrier ( -1519), fille de François de Chevrier, président du Conseil résident de Chambéry, puis, en secondes noces en 1520, Catherine de Chaffardon, fille de Claude de Chaffardon[11].
      - (2) Jean François Ier de Buttet (1540-1613), seigneur d'Entremont, maréchal des logis de la cavalerie du duc Emmanuel-Philibert de Savoie, épouse en 1560 Humberte de Pingon, sœur d'Emmanuel-Philibert de Pingon[7].
        - Jean-François (II) de Buttet (1561 à Ugine - 1613), avocat du duc Henri Ier de Savoie-Nemours (1604-1608), sénateur au Souverain Sénat de Savoie (1608-1610). Il succède en 1610 à Antoine Favre comme président du Conseil de Genevois (lettres patentes du duc de Genevois-Nemours du 1er juillet 1610), jusqu'à sa mort. Il épouse Antoinette du Coudray[11].
          - Charles-Janus de Buttet (v. 1590-1630), seigneur d'Entremont[21], avocat et conseiller du duc Charles-Emmanuel Ier de Savoie, Ier syndic de Chambéry[22], négociateur et signataire du traité d'armistice entre le duc de Savoie et le roi de France Louis XIII (1630).

        - Claude-Louis de Buttet (1562 à Ugine - 1622)[23], sénateur au Sénat de Savoie, chevalier de l'ordre des Saints-Maurice-et-Lazare, historiographe du duché de Savoie[24]. Il épouse Philiberte de Montfalcon.
          - Louis de Buttet ( -1666), seigneur de Malatrait. Il épouse Marie Jeanne Vincent.
            - Claude-Louis de Buttet (1624-1714), seigneur de Tresserve, lieutenant-général de l'artillerie du duc Victor-Amédée II de Savoie, défenseur en 1690 du fort de Montmélian contre les troupes du maréchal de Catinat. Il perd deux fils dans les combats[25]. Il épouse Charlotte Roffier.
              - Claude François de Buttet (1679-1739), seigneur de Tresserve. Il épouse Jeanne Jacqueline Sibué-Ducol.
                - Joseph de Buttet (1719-1775), seigneur de Tresserve. Il épouse Marie Alexis Thérèse de Maréschal de Luciane.
                  - Pierre Hyacinthe de Buttet (1744-1832), comte de Tresserve. Il épouse Polixène Francoise Caroline de Conzié.
                    - François Joseph Marguerite de Buttet, comte de Tresserve (1765-1841), commandeur de l'Ordre des Saints-Maurice-et-Lazare, nommé président du Sénat de Savoie par lettres patentes du 24 décembre 1833, sous le règne de Charles-Albert (roi de Sardaigne)[26].

            - Victor de Buttet ( -1675), seigneur de Malatrait, d'Entremont et du Foug. Il épouse Françoise Crassus.
              - Jean Pierre de Buttet (1660-1729), seigneur de Malatrait, d'Entremont et du Foug. Il épouse Josephte Capré de Megève (1660-1736), fille de François Capré de Megève (1620-1706), président de la cour des comptes de Savoie.
                - Claude Louis de Buttet (1686-1759). Il épouse Louise Marie Laurent du Bourget.
                  - Joseph Marie de Buttet (1721-1792). Il épouse  Marie Marguerite Martin de Saint-Collomban.
                    - Charles Marie de Buttet (1757-1812). Il épouse Andréanne Justine Bernard de Lauzière.
                      - Louis de Buttet (1808-1869). Il épouse Marie Augustine Chovet de la Chance.
                        - Marc-André de Buttet (1850-1914), dernier baron du Bourget. Il épouse Jeanne Hennet de Goutel (1854-1926), sans laisser de postérité. Son épouse est connue en tant que peintre et sculpteur. Plusieurs de ses œuvres sont exposées au Musée des Beaux Arts de Chambéry. Marc-André de Buttet, capitaine au 3e bataillon territorial de chasseurs alpins, a publié une étude militaire sur les troupes cantonnées dans les Alpes et chargées de les défendre, intitulée « Les Alpins » (1894). Il est également l'auteur d'ouvrages sur les Monuments historiques du Bourget-du-lac[27].
                        - Isabelle de Buttet (1859-1913) épouse son cousin Édouard-François-Marie de Buttet (1847-1936) (voir ci-dessous).

                - Charles-François Ier de Buttet  (1698-1763), natif de Chambéry, seigneur de la maison forte d'Entremont au Bourget. Entré au Piémont comme officier au régiment de Savoie en 1730, après la mort de son père, il participe à deux guerres sous le règne du duc Charles-Emmanuel III de Savoie : la guerre de Succession de Pologne (1733-1738) et la guerre de Succession d'Autriche (1740-1748). Grièvement blessé, il termine sa carrière en 1755 comme gouverneur du fort d'Ormea, à la tête de 400 hommes d'armes, qui défend l'entrée de la vallée du Tanaro. Il meurt en 1763 et il est inhumé dans le fort d'Ormea[3]. Il épouse Anna Maria Mario.
                  - Charles-François II de Buttet (1738-1797), natif de Turin[28], chevalier de l'Ordre des saints-Maurice-et-Lazare, scientifique et ingénieur du royaume de Sardaigne[28], inspecteur général des salines de la Tarentaise, directeur des salines royales de Moûtiers[29], mais aussi officier d'artillerie, sous le règne de deux princes de la maison de Savoie. Il épouse Philiberte Humberte de  Saint-Sixt (1753-1792) puis veuf, épouse en 1794 Jeanne Baptiste Françoise de Maistre.
                    - (2) Louis-Éloi-Audifax de Buttet (1795-1877), natif d'Aoste, colonel de cavalerie, chevalier de l'ordre des Saints-Maurice-et-Lazare et de l'ordre de Saint-Joseph de Toscane. Orphelin de son père à l'âge de deux ans, il est placé sous le tutorat de son oncle Nicolas de Maistre, résidant au château de Maistre à Bissy (Savoie). Il est parrain de son neveu, Amédée de Foras. Le 4 septembre 1833, il épouse Marie-Louise Débonnaire de Forges, fille de Charles Denis, baron de Forges et d'Augustine de Saint-Janvier. Cette dernière et sa sœur Hortense, sont connues en tant qu'Orphelines du Cap pour avoir été sauvées par les Haïtiens du massacre du Cap, à Saint-Domingue en 1804. Louis-Éloi-Audifax de Buttet succède en 1835 à son cousin germain, Xavier de Vignet, au poste de premier officier au ministère des Affaires étrangères du Royaume de Sardaigne à Turin. Il va quitter la ville de Turin vers 1860 pour élire domicile au pays de ses ancêtres en Savoie, au château de Belmont qu'il a hérité de son oncle Xavier de Maistre, dans la commune de Belmont-Tramonet. Louis-Éloi-Audifax de Buttet est à l'origine de l'actuelle famille subsistante de Buttet[30]. Il épouse Marie Louise Julie Joséphine Débonnaire de Forges.
                      - Charles-Marie-Jules de Buttet (1838-1924), capitaine de l'Armée pontificale[31], médaillé de Mentana et de Castelfidardo. Natif de Turin, il est le filleul de son grand-oncle Xavier de Maistre dont il a publié la biographie en 1919[32]. Il a fondé au cours de la Première Guerre mondiale l'hôpital auxiliaire Jeanne d'Arc à Chambéry, destiné aux blessés de guerre, qui fut dirigé par sa fille, Magdeleine de Buttet (1882-1974), infirmière en chef. Il a été maire de Belmont-Tramonet, en Savoie. Il épouse le 7 janvier 1874, Marie-Henriette de Hédouville (1844-1929) et constitue la branche aînée subsistante de la famille de Buttet[33].
                        - Xavier-Pierre-Marie de Buttet (1875-1954), chef de bataillon d'infanterie, chevalier de la Légion d'honneur, croix de guerre 1914-1918. Natif de Belmont-Tramonet, en Savoie. Capitaine commandant la 1re compagnie du 17e régiment d'infanterie d'Épinal, il est grièvement blessé le 25 août 1914 à la Bataille du Col de la Chipotte, dans les Vosges. Il épouse le 9 février 1904, Marguerite Leroux de Puisieux (1878-1946), petite-fille d'Antoine Louis de Romance, arrière petite-fille de Bernard de Corbehem[34].
                          - François de Buttet (1906-1989), commandant d'artillerie, chevalier de la Légion d'honneur. Il épouse en 1932, Noëlle Leleu, dont postérité.
                          - Henry de Buttet (1907-2005), colonel, officier de la Légion d'honneur, officier des services de renseignements français. Il s'est distingué comme résistant pendant la Seconde Guerre mondiale dans le cadre de l'Organisation de résistance de l'Armée (O.R.A.), historien[35]. Il épouse en 1934 Monique de la famille Viénot de Vaublanc (1912-1979)[a].
                            - Bruno de Buttet (1937-2024)[36].

                          - Louis François Marie de Buttet (1912-1945), fils de Xavier-Pierre-Marie de Buttet (1875-1954), lieutenant au 4e régiment d'artillerie coloniale, mort pour la France le 25 mars 1945, au combat du col de Lao Tao, Tonkin, face aux troupes japonaises lors du coup de force japonais de 1945 en Indochine, pour la défense de la colonne Alessandri, en repli sur la Chine[37].

                      - Édouard-François-Marie de Buttet (1847-1936), substitut du procureur de la République à Chambéry. Natif de Turin, il participe  à la Guerre franco-allemande de 1870 au 1er régiment des mobiles de Savoie, dans un bataillon commandé par le marquis Charles-Albert Costa de Beauregard. Le 22 juillet 1874, il épouse sa cousine Marie-Thérèse-Isabelle de Buttet (voir ci-dessus). Édouard et son épouse Isabelle constituent l'actuelle branche cadette de la famille de Buttet[38].
                        - Louis Henri Marie de Buttet (1876-1915). Il hérite en 1914, de son oncle Marc-André, la maison forte d'Entremont au Bourget-du-Lac. Promotion de Saint-Cyr 1896-1898. capitaine au 23e régiment d'infanterie de Bourg-en-Bresse, mort pour la France la 22 juin 1915, au combat de La Fontenelle, dans les Vosges[39]. Il épouse  Anne Antoinette Marie Richard.
                          - Marc de Buttet (1908-1961), chef d'escadrons de cavalerie, officier de la Légion d'honneur, titulaire de la Maison forte d'Entremont au Bourget. Il épouse en 1933, Chantal de Chevron Villette.
                            - Raoul de Buttet (1938-2020), auteur de C'était ça l'Algérie (2009), Le Cavalier de Savoie (2011)[40].

                          - Maurice Ernest Marie de Buttet (1911-1975), lieutenant-colonel de cavalerie, officier de la Légion d'honneur. Il épouse en 1937 Marie-Louise Ramel (1914-1984), dont postérité.
                          - Jacques Édouard Marie de Buttet (1906-1975), colonel, officier de la Légion d'honneur. Promotion de Saint-Cyr 1926-1928. Il participe à la Bataille de Narvik avec le grade de capitaine au 6e bataillon de chasseurs alpins du 27 avril au 7 juin 1939. Puis, entré dans la clandestinité, après la signature de l'armistice, il s'engage dans l'Armée secrète. Il rejoint en 1944 les unités de la Tarentaise qui parviennent à chasser les troupes alpines autrichiennes et qui reconstituent le 7e bataillon de chasseurs alpins dont il prend le commandement en 1945, au cours de l'Occupation du Tyrol autrichien, à Kitzbühel[41]. Il épouse en 1936, Ernestine-Marthe Michaud (1910-1993), dont postérité.

## Armoiries
| Famille de Buttet | Les armes de la famille de Buttet se blasonnent ainsi : "De sable aux trois butes d'or entrelacées, deux en sautoir et une en pal,. Anciennement (jusqu'au XVIe siècle) : de sable à la butte d'or en pal Devise : La vertu mon but est, |  |

## Titres et possessions
Les membres de la famille sont seigneurs de la maison forte d'Entremont, barons du Bourget, seigneurs du Foug, de Lucinge, de Malatrait et Monduret, comtes de Tresserve, seigneurs de La Tour et de la rente féodale de Grésy-en-Genevois,.

## Alliances savoisiennes
Familles : Angleys, de Bongain, de Bourdeau, de Boigne, Capré de Megève, de Cartal, de Chaffardon, Chappuis, de Chevrier, de Chevron Villette, de Chissé, de Conzié, du Coudray de Blancheville, Decouz, Favier du Noyer de Lescheraine, du Foug de Novalaise, de Gilly, Jayet d'Entremonts, de La Mar, Laurent du Bourget, de Lucinge, de Maistre, de Manuel de Locatel, de Mareschal de Luciane, Michaud, Milliet d'Arvillars, de Montfalcon, de Montillet de Grenaud, Passerin d'Entrèves et de Courmayeur, de Pingon, de Reydet de Vulpillères, de Rivaz, Roffier de Tresserve, Ruffin de Vens de La Biguerne, de Saint-Sixt, de Seyssel, de Veigy, Vincent de Fésigny.

## Postérité

### Notoriété de Marc-Claude de Buttet
Marc-Claude de Buttet est le créateur du néologisme « Savoisien », au temps de la Renaissance. Poète à la cour de France des rois François Ier et Henri II, natif de Chambéry, il reste relativement inconnu de la Savoie, à l'instar de son compatriote, Eustache Chappuis, conseiller de Charles III de Savoie et ambassadeur de Charles Quint à la cour d'Angleterre du roi Henri VIII.
L'Académie de Savoie a célébré en 1986 le quatrième centenaire de la mort de Marc-Claude de Buttet, sous la présidence de Louis Terreaux. Deux académiciens, Henri Arminjon et Andrée Mansau ont prononcé des discours bien documentés, en présence des membres de la famille de Buttet invités à cette célébration.
La commune de Chambéry a donné son nom à une rue de la ville et a fait apposer une plaque sur sa maison natale. Deux autres communes de Savoie ont également donné le nom de cet auteur savoyard à une de leurs rues : La Motte-Servolex et La Ravoire.